# Hamad al-Yami
Hamad Turki al-Yami (arabisch حمد تركي اليامي, DMG Ḥamad Turkī al-Yāmī; * 17. Mai 1999) ist ein saudi-arabischer Fußballspieler.

## Karriere

### Verein
Er wechselte zur Saison 2021/22 von al-Qadisiyah zu al-Hilal.

### Nationalmannschaft
Bei den Olympischen Spielen 2020 in Tokio wurde er gegen Deutschland am 25. Juli 2021 in der 86. Minute für Saud Abdulhamid eingewechselt.